# Józef Pasterkiewicz
Józef Pasterkiewicz (ur. 31 maja 1924, zm. 31 maja 2010) – polski piekarz i rolnik, Sprawiedliwy wśród Narodów Świata.

## Życiorys
Podczas okupacji niemieckiej Józef Pasterkiewicz mieszkał z matką Marią Pasterkiewicz w Cergowej na obrzeżach Dukli. Miał dwójkę rodzeństwa: Kazimierza i Czesławę. Zajmował się rolnictwem. Jesienią 1942 r. przyjął do swojego domu szukającej kryjówki żydowską rodzinę Spirów. Pasterkiewicz wykopał dla ukrywanych schron i sprawował nad nimi opiekę do czasu wyzwolenia przez Armię Czerwoną, dokładnie do października 1944 r. Po dwóch miesiącach ukrył także dwóch innych Żydów w pobliskim lesie. Czwórka z piątki ukrywanych przez Pasterkiewiczów Żydów przeżyła okupację: Maurycy Herman Spira, Irena Halberstein, Sara Pinskler oraz Pinkasa Pinskler.
29 stycznia 1998 r. Józef Pasterkiewicz został uznany przez Jad Waszem za Sprawiedliwego wśród Narodów Świata. Razem z nim uhonorowano także jego matkę, Marię Pasterkiewicz.
Zmarł 31 maja 2010 r. Spoczął na cmentarzu w Dukli.